# Oman i olympiska sommarspelen 1992
Oman deltog i de olympiska sommarspelen 1992 med en trupp bestående av fem deltagare, men ingen av landets deltagare erövrade någon medalj.

## Friidrott
Herrarnas 100 meter
- Ahmed Al-Moamari
  - Heat — 11,58 (→ gick inte vidare, 77:e plats)